# Avengers Confidential: Black Widow & Punisher
Avengers Confidential: Black Widow & Punisher (アベンジャーズ コンフィデンシャル: ブラック・ウィドウ & パニッシャー Abenjāzu Konfidensharu: Burakku Widō & Panisshā?) es una película de anime de superhéroes lanzada directamente para video por Madhouse. La película es producida por SH DTV AC BW&P Partners, otra asociación de Marvel Entertainment con Sony Pictures Entertainment Japan y Madhouse, completando el proyecto Marvel Anime. La película se estrenó en Norteamérica en Blu-ray, DVD y formato digital el 25 de marzo de 2014.

## Argumento
Punisher tortura al vendedor de armas del mercado negro Cain quien tiene en su posesión armas con tecnología avanzada de S.H.I.E.L.D. Luego de dejarlo inconsciente, lo toma como su prisionero, interfiriendo inadvertidamente con la misión secreta de la agente Black Widow para descubrir un complot terrorista mucho más grande bajo investigación de S.H.I.E.L.D. Black Widow intenta someter a Punisher y Cain escapa durante el altercado. S.H.I.E.L.D. toma a Punisher bajo su custodia. En el Helicarrier, Nick Fury le dice a Punisher que matar a unos cuantos traficantes será inútil a menos que destruyan toda la red de criminales, entonces Punisher le pregunta cuál es esa red, y Fury le informa que la red de tráfico de armas está ligada a la organización terrorista conocida como Leviatán que opera a nivel global. Habiendo perdido su única ventaja, el director Nick Fury le ofrece a Punisher su libertad a cambio de ir a la misión con Black Widow para localizar a Cain y detener al grupo terrorista global, quienes planean subastar la tecnología robada al mejor postor.
Black Widow y Punisher rastrean a Cain hasta un centro de investigación de armas biológicas que Leviatán tiene en Eslorenia y descubren un laboratorio lleno de cápsulas con espías en su interior a quienes Orión ha convertido en soldados con superpoderes. Punisher noquea a Cain y se lo lleva a otro lugar de las instalaciones para interrogarlo, pero este activa una función especial en su teléfono inteligente que emite un destello de luz cegador directamente en la cara de Punisher y lo desorienta brevemente, aprovechando la oportunidad para escapar otra vez, Punisher se dio cuenta de que necesitará la ayuda de S.H.I.E.L.D. si quiere atrapar a Cain, así que decide seguir el plan de obtener información y toma el teléfono inteligente que dejó caer su enemigo. Por otro lado Black Widow neutraliza a los científicos del laboratorio y hackea sus computadoras para extraer información, pero es descubierta por un guerrero enmascarado con traje rojo, entonces comienza a pelear contra él. En medio de la lucha el guardián rojo se quita la máscara mostrándole a Natasha que es su examante y excompañero, Elihas Starr, antiguo agente de S.H.I.E.L.D. quien fue declarado muerto pero ha estado trabajando para Leviatán. Starr confiesa ser el creador del suero del súper soldado y dice que lo hizo para ser digno de estar con Natasha, esperando que ella se una a él. Black Widow declina la oferta y siguen luchando mientras Punisher lucha contra los guardias de Leviatán y comienza a destruir la base de investigación, luego se reúne con Black Widow y Elihas desaparece al ver que Punisher detona los explosivos alrededor de la base. Punisher muestra el teléfono celular que dejó Cain, pero no pueden recuperar ninguna información debido a su cifrado pesado. Así que deciden ir a Estambul para pedirle ayuda a Amadeus Cho el súper genio de S.H.I.E.L.D. en una instalación submarina de la organización, el niño descifra el teléfono pero, sin saberlo, activa el mismo destello cegador que usó Cain en su momento para distraer a Punisher, solo que esta vez Punisher cae en un trance. Cuando los guardias de S.H.I.E.L.D. llegan, se ha activado una cuenta regresiva de emergencia que indica una explosión inminente. Punisher repentinamente ataca a Black Widow en su estado hipnótico y mata a varios agentes de S.H.I.E.L.D. Incapaz de detener la cuenta regresiva, Amadeus incinera el teléfono celular, destruyéndolo por completo, y Punisher recobra la conciencia. Black Widow le cuenta a Fury sobre la tecnología de lavado de cerebro de Elihas, sospechando que estaba controlando a Punisher, y por eso está en contra de ecarcelarlo. Fury confiesa que tenía algunos conocimientos previos de la tecnología de Leviatán basada en proyectos de S.H.I.E.L.D. sobre el control mental posiblemente comprometidos en el pasado que nunca se habían implementado completamente, haciéndole saber a Widow que ella y Punisher fueron asignados específicamente a la misión porque S.H.I.E.L.D. tenía contingencias en caso de que uno o ambos fueran hipnotizados. No se pudo correr el mismo riesgo de lidiar con los Vengadores debido a la poderosa naturaleza de la tecnología de control mental. Fury también sabe que Elihas robó datos clasificados de S.H.I.E.L.D. incluidas muestras de la sangre de los Vengadores para usarlas en su proyecto y ordena a Black Widow que complete la misión por su cuenta.
Indignada por el hecho de que Fury estaba dispuesto a sacrificarlos a ambos, Black Widow desafía sus órdenes y entra en la celda de Punisher para hablar con él. Punisher le cuenta a Natasha que cuando sufrió la pérdida de su familia, se convirtió en un arma de destrucción que se vengó de los asesinos, pero ahora él se ha convertido en lo que odia y merece ser castigado, Black Widow le dice que quiere que él se vaya con ella y Punisher le advierte que hará las cosas a su modo, Black Widow entiende por primera vez por qué a Punisher no le gusta obedecer las reglas y se pone de acuerdo con él, diciéndole que ella también piensa hacer las cosas a su manera. El equipo se dirige a Hong Kong para encontrarse con Ren, un vendedor de información vinculado al bajo mundo criminal y amigo de Frank, quien les da la hora y el lugar de la subasta: en Mandripoor esa misma noche. Cuando la subasta comienza, Elihas es alertado de la presencia de Black Widow y Punisher en el complejo y envía a los biosoldados quienes asechan al dúo en la oscuridad. Punisher les dispara con su ametralladora pero Black Widow lo convence de que los biosoldados son individuos que se vieron involucrados en una guerra contra su voluntad igual que su familia fallecida, entonces Punisher se abstiene de matarlos y les dispara a las piernas solo para inmovilizarlos, pero cada vez aparecen más biosoldados, pronto son superados en número y llegan a un punto en que quedan completamente rodeados por los biosoldados. En ese momento se siente un temblor y de repente aparece el implacable Hulk en compañía de Amadeus quienes se unen a la lucha y Elihas activa la tecnología de control mental, pero Punisher protege a Black Widow y Hulk está protegido por un revestimiento de nano-dispositivo sobre sus ojos, que bloquea las señales de transmisión, creado por Amadeus. Punisher y Widow usan el nano-dispositivo en sus ojos para estar protegidos antes de ser atacados por más soldados. Mientras Hulk y Punisher se quedan a combatir contra los biosoldados, Black Widow persigue a Elihas y luchan en una pasarela por encima de donde se guarda el lote de nuevos soldados para la subasta. Una poderosa patada de Elihas envía a Black Widow por el costado de la barandilla de la pasarela, pero ella logra aguantar. Al darse cuenta de que todavía la ama, Elihas la jala del brazo a un lugar seguro y se besan. La pareja se unió para recuperar un interruptor de emergencia en poder de Orión que Elihas ha creado como medida de seguridad en caso de que los biosoldados sean usados contra Leviatán por sus propios compradores. Hawkeye, Iron Man, Thor, War Machine y Captain Marvel llegan e invaden el salón de subastas. Junto con Punisher, Hulk y Amadeus luchan contra las tropas de Leviatán. Black Widow y Elihas se enfrentan a Orión quien los ataca, pero consiguen obtener el control del interruptor y desactivan a todos los bio-soldados. Punisher encuentra a Elihas y le apunta para dispararle culpándolo de ser la raíz del tráfico de armas en su territorio, ese malentendido distrae a Black Widow que todavía está luchando contra Orión quien la golpea y le dispara un rayo de energía fatal, pero Elihas se interpone para proteger a Black Widow y el rayo penetra su tórax. Punisher mata a Orión y Elihas muere en los brazos de Black Widow.
Como resultado, Fury ordena a Black Widow arrestar a Punisher, quien enfrenta cadena perpetua por matar a Orión, y asegurarse de que permanezca encerrado esta vez. En su lugar, Natasha libera a Punisher una vez que Fury se va, diciéndole “tú haces las cosas a tu manera, y yo hago las cosas a mi manera…”, y arroja sus esposas al océano. Más tarde en Miami, Punisher rastrea a Cain y lo mata.

## Reparto
| Papel                          | Actor de voz japonés | Actor de voz       | Actor de voz       |
| ------------------------------ | -------------------- | ------------------ | ------------------ |
| Natasha Romanoff / Black Widow | Miyuki Sawashiro     | Jennifer Carpenter | Constanza Faraggi  |
| Frank Castle / The Punisher    | Tesshō Genda         | Brian Bloom        | Santiago Florentín |
| Elihas Starr                   | Hiroki Tōchi         | Grant George       | Jorge Riveros      |
| Orión                          | Masashi Sugawara     | J. B. Blanc        | Gustavo Dardés     |
| Cain                           | Ryūzaburō Ōtomo      | Kyle Hebert        | Hernán Bravo       |
| Tony Stark / Iron Man          | Keiji Fujiwara       | Matthew Mercer     | Pablo Gandolfo     |
| Amadeus Cho                    | Daisuke Namikawa     | Eric Bauza         | Marcos Abadi       |
| Nick Fury                      | Hideaki Tezuka       | John Bentley       | René Sagastume     |
| Maria Hill                     | Junko Minagawa       | Kari Wahlgren      | Mariela Álvarez    |
| Clint Barton / Hawkeye         | Shūhei Sakaguchi     | Matthew Mercer     | Alejandro Graue    |
| Bruce Banner / Hulk            | Yuichi Karasuma      | Fred Tatasciore    | Enrique Porcellana |
| Ren                            | Hisashi Izumi        | Fred Tatasciore    | Álvaro Pandelo     |

## Lanzamiento en video
La película fue lanzada en Blu-ray y DVD el 25 de marzo de 2014 en Estados Unidos. En Argentina la distribuidora Blu-Shine liberó la edición en DVD el 21 de mayo, en España se liberó la versión en DVD el 2 de julio del mismo año.

### Material especial
Los discos contienen dos características: "Espionage and Punishment" y "The Vigilante Vs. The Spy", mientras que el Blu-ray presenta una bonificación adicional, la Galería de Arte Conceptual. "Espionage and Punishment " muestra la adaptación de los personajes al anime y un metraje de "cómo se hizo" que incluye arte conceptual y storyboards prematuros. "The Vigilante Vs. The Spy" muestra el perfil de Frank Castle / The Punisher y Natasha Romanoff / Black Widow.

## Recepción
IGN le otorgó una puntuación de 8 sobre 10, diciendo “Avengers Confidential: Black Widow and Punisher es una oferta animada compleja y efectiva de Marvel”. Den of Geek le otorgó una puntuación más negativa de 2 sobre 5, criticando el diálogo y la caracterización pero alabando las escenas de lucha.
La película ganó $ 723,507 en ventas de DVD del mercado doméstico y $ 635,698 en ventas nacionales de Blu-ray, elevando sus ventas totales de videos domésticos a $ 1,359,205.